# 130071 Claudebrunet
130071 Claudebrunet este o planetă minoră (asteroid) din centura de asteroizi. A fost descoperită pe 3 noiembrie 1999 la Catalina Station⁠(d) de Catalina Sky Survey. 
Obiectul prezintă o orbită caracterizată de o semiaxă mare de 2,5746463121338 UAi, o excentricitate de 0,26, o înclinație de 12,8 ° în raport cu ecliptica.